# Rokujō Tennō
Rokujō  Tennō (六条天皇?) (28 de diciembre de 1164-23 de agosto de 1176) fue el 79.º emperador de Japón, según el orden tradicional de sucesión. Reinó entre 1165 y 1168. Antes de ser ascendido al Trono de Crisantemo, su nombre personal (imina) era Príncipe Imperial Nobuhito. También era conocido como Príncipe Imperial Yoshihito o Príncipe Imperial Toshihito.

## Genealogía
Fue el hijo de Nijō Tennō. No dejó hijos debido a que murió siendo un niño.

## Biografía
Antes de cumplir un año fue hecho Príncipe de la Corona, cuando cumplió el año asumió el trono como Emperador Rokujō tras la abdicación de su padre.
Realmente no ejercía poder alguno, su abuelo el Emperador Enclaustrado Go-Shirakawa se encargó del reinado. 
En 1168, a la edad de cinco años, el clan Taira lo obligó a abdicar a favor de su tío, Takakura Tennō. Recibió el título de “Taïzio-ten-o” y el nombre de “Sin-in”
Falleció a la edad de once años.

## Kugyō
Kugyō (公卿) es el término colectivo para los personajes más poderosos y directamente ligados al servicio del emperador del Japón anterior a la restauración Meiji. Eran cortesanos hereditarios cuya experiencia y prestigio les había llevado a lo más alto del escalafón cortesano.
- Sesshō: Konoe Motozane (1143-1166)[6]
- Sesshō: Matsu Motofusa (1144-1230)[6]
- Daijō Daijin: Fujiwara Koremichi (1093-1165)[6]
- Daijō Daijin: Taira Kiyomori (1118-1181)[6]
- Sadaijin: Matsu Motofusa[6]
- Sadaijin: Ōimikado Tsunemune (1119-1189)[7]
- Udaijin: Kujō Kanezane (1149-1207)[7]
- Nadaijin: Fujiwara Tadamasa[7]
- Dainagon:

## Eras
- Chōkan (1163-1165)
- Eiman (1165-1166)
- Nin'an (1166-1169)

## Sucesión
| Predecesor: Nijō Tennō | Emperador de Japón 1165-1168 | Sucesor: Takakura Tennō |

- Datos: Q357046
- Multimedia: Emperor Rokujō / Q357046